# Mamou Daffé
Pour les articles homonymes, voir Daffé.

Mamou Daffé actuel Ministre de l’Artisanat, de la Culture, de l’Industrie Hôtelière et du Tourisme de la République du Mali, entrepreneur, innovateur social et philanthrope malien, est également fondateur du Festival sur le Niger à Ségou, qu’il a initié en 2005. 

## Biographie

### Enfance, formation et débuts
Originaire de Nioro-du-Sahel, il est diplômé de l’École centrale d’industrie, de commerce et d’administration (ECICA) de Bamako et titulaire d'une licence en management des organisations.

## Publications
Promoteur du modèle de développement local Maaya, il développe sa vision de l'ingénierie touristique et culturelle à la malienne et expose sa méthodologie dans plusieurs ouvrages tels que L'Entrepreneuriat Maaya. Un outil de gestion de l'évènement culturel et du développement local (2013) ou Promotion de l'économie locale : modèle (CPEL-Ségou), Conseil pour la promotion de l'économie locale (2018).

## Distinctions
- 2019: Officier de l’Ordre national du Mali[6]
- Citoyen d’honneur de la ville de Ségou (par la Mairie de Ségou[7])
- Citoyen d’honneur de la région de Ségou (par l’Assemblée régionale)
- Sénateur de la Jeune Chambre internationale[7]